# Membranski transportni protein
Membranski transportni protein (transporter) je membranski protein koji učestvuje u prenosu jona, malih molekula, ili makromolekula, kao što su drugi proteini kroz biološke membrane. Transportni proteini su integralni membranski proteini. Oni se nalaze u membrani i premoštavaju je. Ovi proteini učestvuju u prenosu supstanci putem posredovane difuzije ili aktivnog trasporta. Njihov mehanizam dejstva je poznat kao nosačem posredovan transport.

## Tipovi
1 Kanali/Pore
- Posredovana difuzija

2 Elektrohemijskim potencijalom vođeni transporteri
- Mitohondrijski membranski transportni protein
- Glukozni transporter
- Neurotransmiterski transporteri
  - Glutamatni/aspartatni transporteri
  - GABA transporteri
  - Glicinski transporteri
  - Monoaminski transporteri, including:
    - Dopaminski transporter (DAT)
    - Norepinefrinski transporter (NET)
    - Serotoninski transporter (SERT)
    - Vesikularni monoaminski transporteri (VMAT)

  - Adenosinski transporteri
  - Vesizularni acetilholinski transporter (VAChT)

3 Primarni aktivni transporteri
- ABC transporter
  - P-glikoprotein
- V-ATPaza
- Jonski transporteri
  - -ATPaza
  -  ATPaza ćelijske membrane
  - Protonska pumpa
  - Vodnoik kalijum ATPaza
  - Natrijum-hloridni simporter

4 Kotransporteri
Simporteri transportuju dva ili više jona zajedno u istom smeru, a antiporteri u suprotnim smerovima.
5 Nepotpuno okarakterisani transportni sistemi
- 9.A.50: Karioferin

Negrupisani

## Spoljašnje veze
- „Transport protein at Dorland's Medical Dictionary”.